# Donga (Bénin)
Pour les articles homonymes, voir Donga.
La Donga est un département du centre-ouest du Bénin.

## Géographie
Il est limitrophe de trois départements du Bénin et frontalier du Togo à l'ouest. 
| Région de la Kara      | Atacora  |        |
| Région centrale (Togo) | Donga    | Borgou |
|                        | Collines |        |

## Histoire
Il a été détaché de l'ancien département de l'Atacora lors de la réforme administrative de 1999. Sa superficie est de 11 126 km2.

## Communes

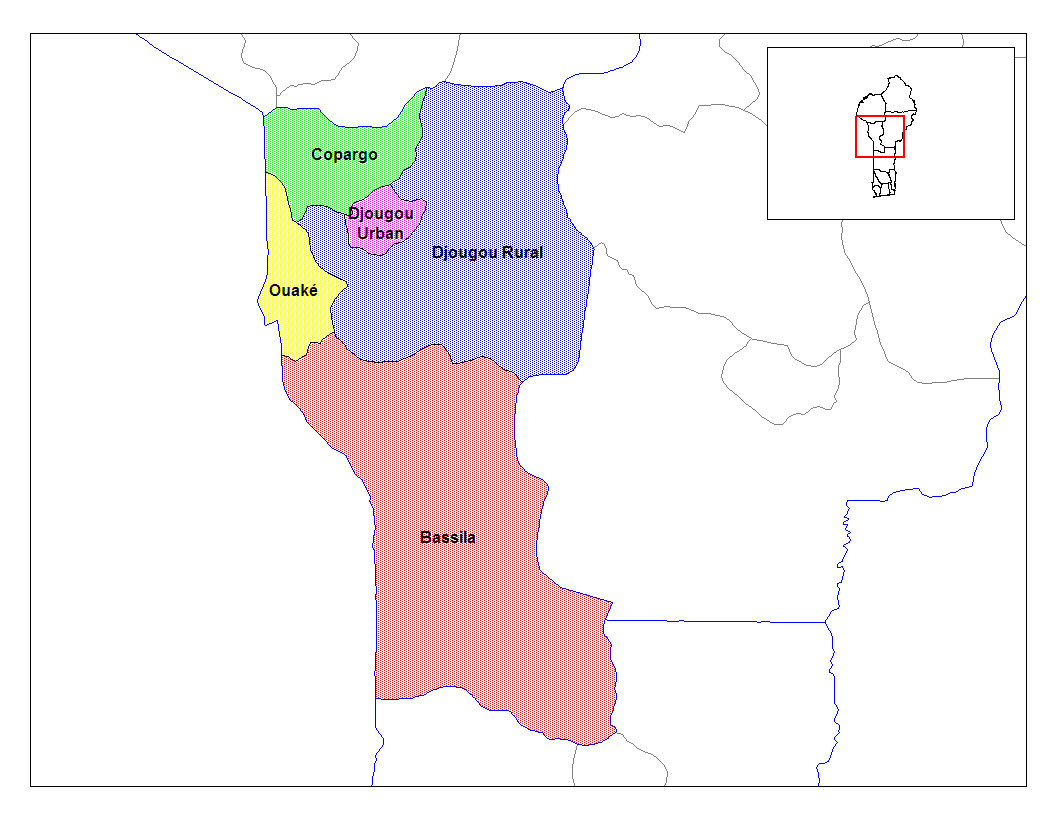
Communes de la Donga

La Donga compte quatre communes :
- Bassila
- Copargo
- Djougou (préfecture)
- Ouaké

## Villages
Depuis 2013, le département de la Donga compte 281 villages et quartiers de ville.

## Tourisme

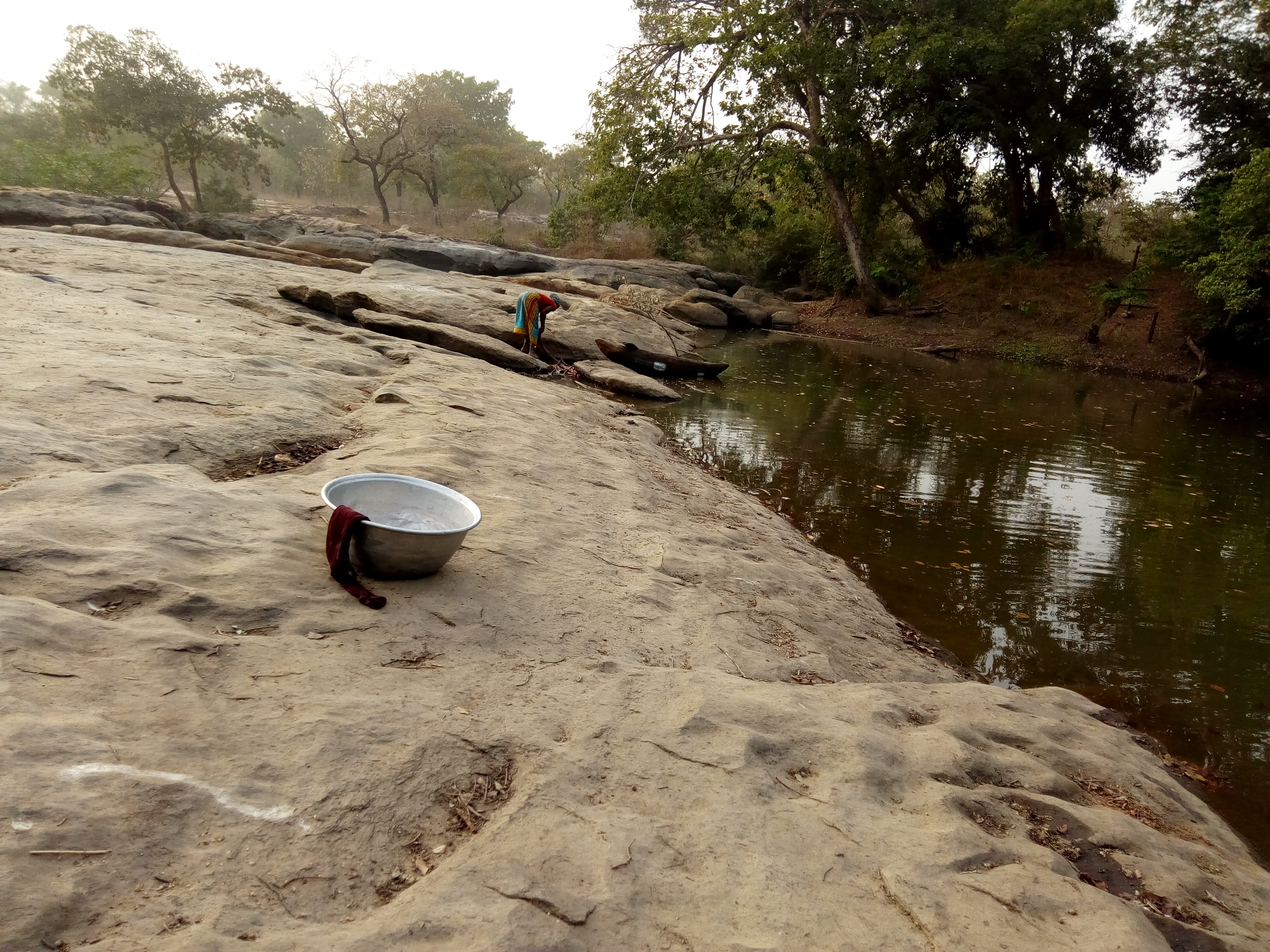
Point d'eau à bassila
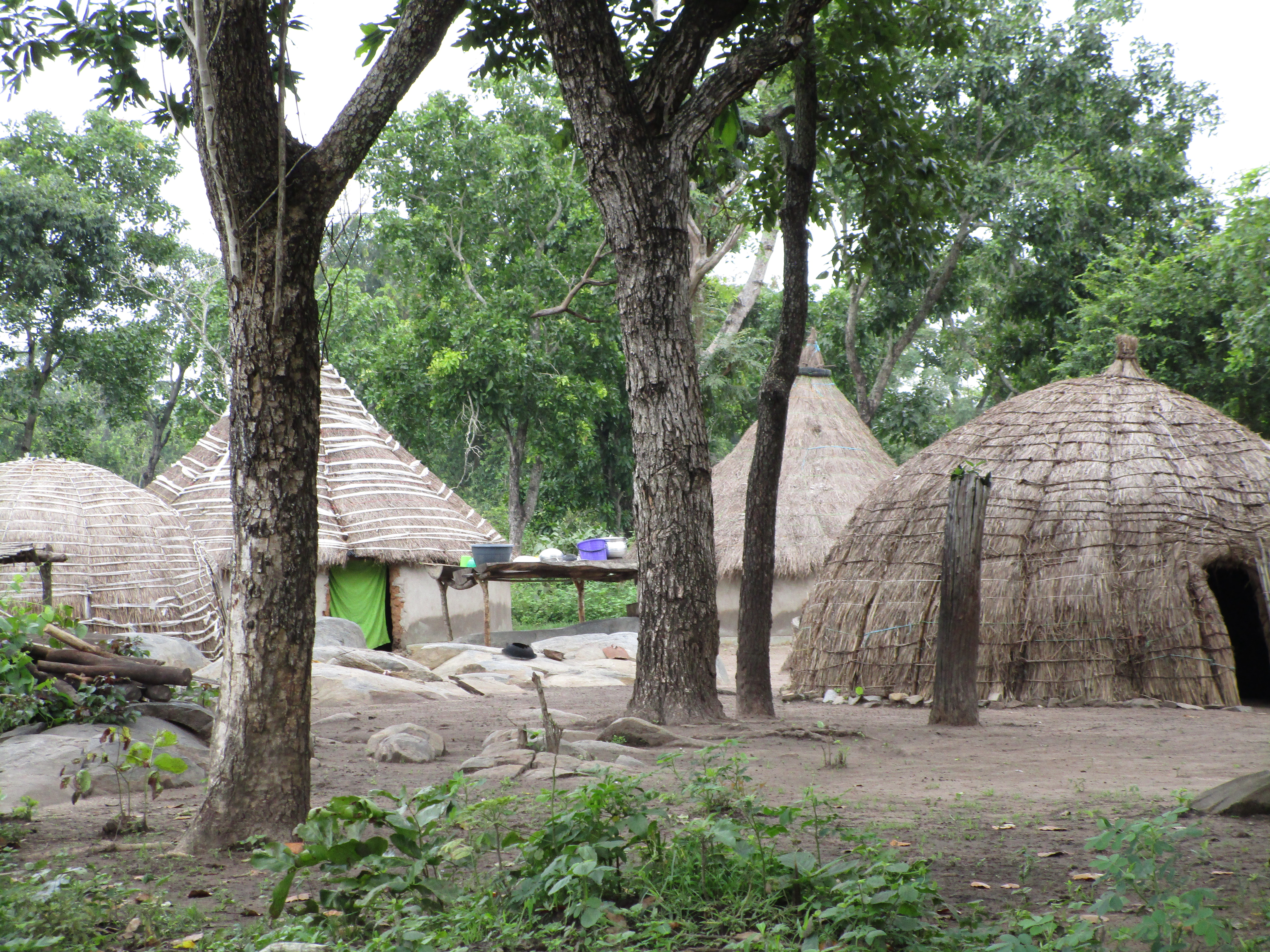
Habitat à Bassila au Bénin
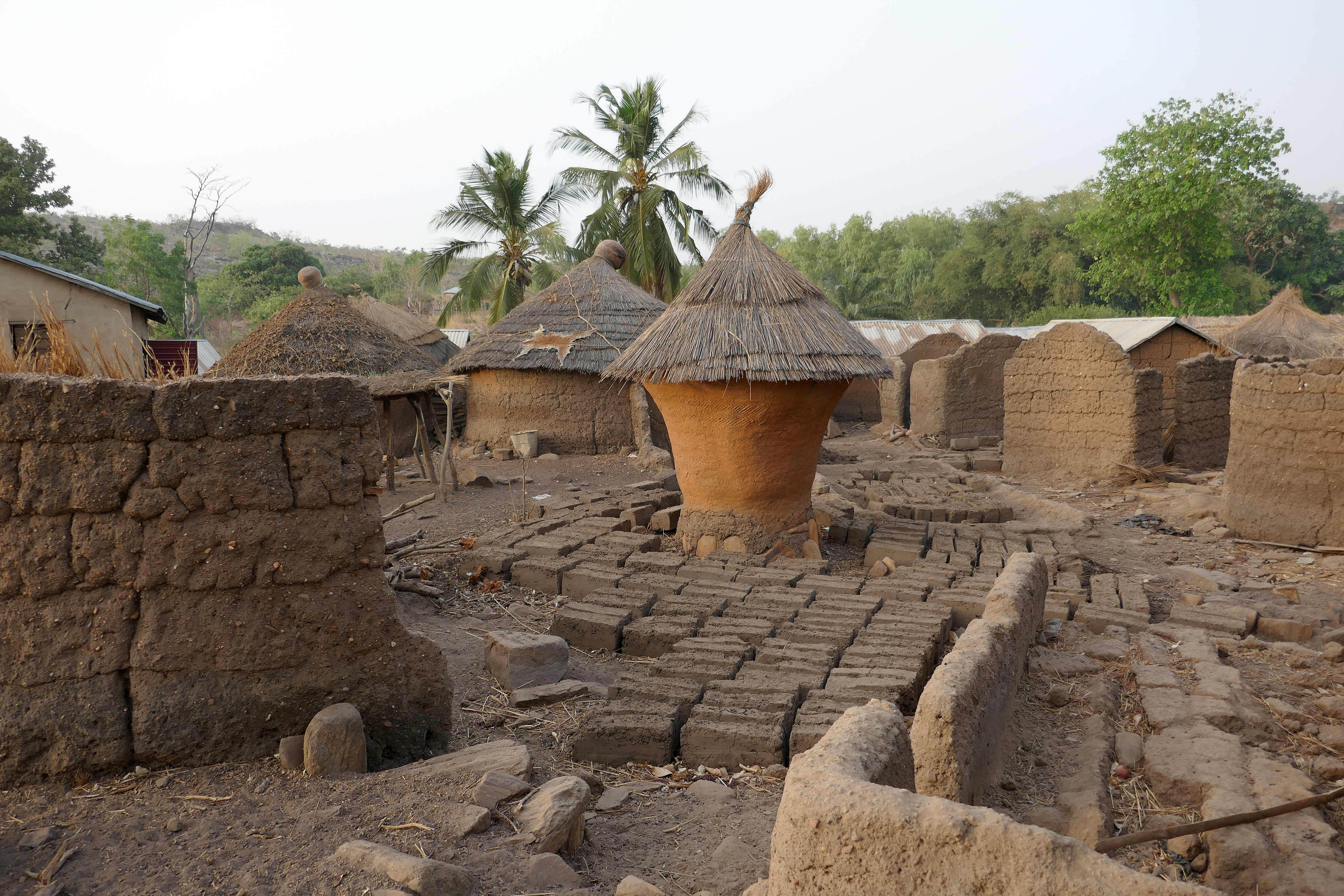
Tanéka Béri